# Ichneumon bidentator
Ichneumon bidentator är en stekelart som beskrevs av Lichtenstein 1796. Ichneumon bidentator ingår i släktet Ichneumon och familjen brokparasitsteklar. Inga underarter finns listade i Catalogue of Life.